# 구리오카역
구리오카역(일본어: 栗丘駅 くりおかえき[*])은 일본 홋카이도 이와미자와시에 위치한 홋카이도 여객철도 무로란 본선의 철도역이다. 단선 승강장 1면 1선의 구조를 갖춘 지상역이다.

## 이용 현황
- 1981년도 : 16명
- 1992년도 : 8명

## 역 주변
- 국도 제234호선
- 구리노모리 공원

## 역사
- 1943년 9월 25일 : 일본국유철도 구리오카 신호장으로서 설치.
- 1946년 4월 1일 : 역으로 승격. 구리오카역으로 함. 일반역.
- 1948년 11월 : 역사 증축.
- 1972년 3월 15일 : 화물 취급 폐지.
- 1980년 5월 15일 : 소화물 취급 폐지, 동시에 무인화.
- 1982년 : 역사 개축.
- 1987년 4월 1일 : 일본국유철도 분할 민영화에 의해, 도카이 여객철도가 승계.
- 1990년 4월 23일 : 구리야마 역 - 이 역 간의 구리야마 터널이 붕괴해 이 구간이 단선으로 전환.

## 인접 역
| 홋카이도 여객철도 무로란 본선 | 홋카이도 여객철도 무로란 본선 | 홋카이도 여객철도 무로란 본선 |
| ----------------------------- | ----------------------------- | ----------------------------- |
| 구리야마 도마코마이 방면      | ■ 무로란 본선                 | 구리사와 이와미자와 방면      |